# Hypolycaena bitjeana
Hypolycaena bitjeana är en fjärilsart som beskrevs av Bethune-Baker 1926. Hypolycaena bitjeana ingår i släktet Hypolycaena och familjen juvelvingar. Inga underarter finns listade i Catalogue of Life.